# Minias
Los minias (en griego Μινύες) eran un pueblo beocio, el primero que cuenta con un nombre entre los pelasgos, situado en Orcómeno, y relacionado con Tesalia meridional. 

## Tradiciones sobre su origen
Había tradiciones que señalaban que los minias tomaron su nombre de un rey llamado también Minias, que había partido desde el sur de Tesalia para fundar Orcómeno en Beocia. Desde entonces los habitantes de esta ciudad tomaban el sobrenombre de minias para distinguirlos de los habitantes de otra ciudad llamada Orcómeno situada en Arcadia. En cambio, Estrabón recogía otra tradición que indicaba que la emigración se había producido en sentido contrario, desde Orcómeno a Yolco.
También se decía que se llamaba «minias» a los Argonautas que se embarcaron desde Yolco en busca del vellocino de oro, puesto que varios de ellos eran descendientes de las hijas de Minias. Heródoto cuenta que los descendientes que los Argonautas tuvieron en la isla de Lemnos y que se hacían llamar también minias fueron expulsados por los pelasgos y decidieron volver a la tierra de sus padres, así que fueron acogidos por los lacedemonios puesto que los espartanos Cástor y Pólux habían estado en la expedición del Argo. Pero, después de haber contraído matrimonio con mujeres espartanas, estos minias se llenaron de soberbia y cometieron impiedades por lo que los espartanos los encarcelaron. Los hubieran ejecutado a continuación de no ser porque las nuevas esposas de los minias visitaron a sus esposos en la cárcel e intercambiaron sus ropas con las de sus esposos, con lo cual estos lograron escapar y establecerse en el Taigeto.
Por otra parte, en Élide había una región llamada Trifilia debido a que allí se habían establecido tres  tribus diferentes: los primeros que la habitaron fueron los epeos, luego llegaron colonos minias y por último los eleos.

## Guerra entre Tebas y Orcómeno
Para vengar a su padre Clímeno, rey de los minias de Orcómeno muerto en combate contra los tebanos, Ergino había atacado a Creonte, rey de Tebas, lo había vencido y había impuesto a los tebanos un tributo de cien reses anuales por un periodo de veinte años.
Por aquel tiempo Heracles pasó un tiempo en Tebas y el rey Creonte solicitó su ayuda en contra de los minias. Así, cuando los emisarios de Ergino acudieron a recabar el impuesto Heracles les cortó las orejas, narices y manos enviándoles de vuelta con el mensaje de que ese era el tributo.
Enfurecido, Ergino declara la guerra contra Tebas pero Heracles, que no se atrevía a entablar combate contra los minias, porque eran expertos en combatir a caballo en el llano, recurrió a la estratagema de desviar el río Cefiso a la llanura, donde los minias estaban acampados con su caballería. Así, esta fue inoperativa al haberse convertido la llanura en una laguna. Por tanto los minias fueron derrotados y Heracles se presentó por sorpresa en Orcómeno y arrasó la ciudad. Después impuso a los minias un tributo de doscientas cabezas de ganado por veinte años.